# Veronica Thörnroos
Veronica Thörnroos (nascida a 16 de julho de 1962) é uma política finlandesa de Åland. Actualmente, serve como primeira-ministra de Åland, cargo que ocupa desde 25 de novembro de 2019. Antes de entrar na política, Thörnroos trabalhou como enfermeira.

## Carreira política
A carreira política de Thörnroos começou em 1989, quando foi eleita para o conselho municipal de Brändö. Tornou-se representante da Assembleia Provincial em 2003. Em 2009, ela também serviu como Ministra dos Transportes e Ministra da Cooperação Nórdica até 2011. Depois disso, ela serviu como Ministra das Infraestruturas, responsável por, por exemplo, assuntos de energia, mídia e TI da província.

## Vida pessoal
Thörnroos é casada com o capitão naval Jan-Tore Thörnroos. O casal tem três filhas.